# 각운동량 연산자
양자역학에서 각운동량 연산자(角運動量演算子, 영어: angular momentum operator)는 특정한 교환자 관계를 만족하는 세 개의 연산자 {\displaystyle J_{x}}, {\displaystyle J_{y}}, {\displaystyle J_{z}}이다. 두 종류의 각운동량 연산자가 있는데, 고전적인 각운동량을 양자화하여 얻는 각운동량 연산자를 궤도 각운동량(軌道角運動量, orbital angular momentum)이라고 하고, 고전적인 값과 관계없는 양자역학 고유의 각운동량 연산자를 스핀 각운동량(spin angular momentum)이라고 한다.

## 정의
각운동량 연산자 {\displaystyle \mathbf {J} =(J_{x},J_{y},J_{z})}는 다음과 같은 교환 관계를 만족하는 일련의 연산자를 말한다.
{\displaystyle \left[J_{i},J_{j}\right]=\sum _{k}i\hbar \epsilon _{ijk}J_{k}}.
여기서 {\displaystyle \epsilon _{ijk}}는 레비치비타 기호다. 풀어 쓰면 다음과 같다.
{\displaystyle \left[J_{x},J_{y}\right]=i\hbar J_{z}}
{\displaystyle \left[J_{y},J_{z}\right]=i\hbar J_{x}}
{\displaystyle \left[J_{z},J_{x}\right]=i\hbar J_{y}}.
각운동량 성분 사이에는 교환 법칙이 성립하지 않으므로, 불확정성 원리에 따라 각운동량의 여러 성분을 동시에 측정할 수 없다.
성분 연산자와 각운동량 연산자의 제곱 사이에는 다음과 같은 교환 관계가 성립한다.
{\displaystyle \left[J_{i},\mathbf {J} ^{2}\right]=0}.
위 둘 사이에서는 교환 법칙이 성립하기 때문에 두 물리량을 동시에 측정할 수 있다. 위 두 교환 관계는 수소 원자에서 전자가 가질 수 있는 각운동량을 결정짓는 데 매우 큰 역할을 하게 된다. 위 교환 관계에 의하면, 각운동량에 대한 4개의 물리량중 성분 하나와 크기만을 동시에 정확히 알 수 있다. 통상적으로, 정확히 측정되는 성분을 z성분으로 잡는다.

## 각운동량 사다리 연산자
각운동량에 대하여 다음과 같은 사다리 연산자 {\displaystyle J_{+}}, {\displaystyle J_{-}}를 정의할 수 있다.
{\displaystyle J_{\pm }=J_{x}\pm iJ_{y}}.
이 두 연산자들은 파동 함수의 상태를 다른 상태로 바꾸어 주는 연산자들이다. 순서대로 각운동량 올림 연산자, 각운동량 내림 연산자로 불린다.
각운동량 올림 연산자와 내림 연산자 사이에는 아래와 같은 관계들이 있다.
{\displaystyle J_{+}J_{-}+J_{-}J_{+}=2(J_{x}^{2}+J_{y}^{2})=2(\mathbf {J} ^{2}-J_{z}^{2})}
{\displaystyle J_{+}J_{-}=\mathbf {J} ^{2}-J_{z}^{2}+\hbar J_{z}}
{\displaystyle J_{-}J_{+}=\mathbf {J} ^{2}-J_{z}^{2}-\hbar J_{z}}
이 외에 각운동량 올림 연산자와 내림 연산자에 대한 교환 관계로 아래와 같은 관계가 있다.
{\displaystyle \left[J_{+},J_{-}\right]=2\hbar J_{z}}
{\displaystyle \left[J_{z},J_{\pm }\right]=\pm \hbar J_{\pm }}
{\displaystyle \left[\mathbf {J} ^{2},J_{\pm }\right]=0}

## 각운동량의 고윳값과 고유함수
위의 교환 관계에 따라, 3차원 공간에서 각운동량의 성분 하나와 각운동량의 크기만을 동시에 정확히 측정할 수 있다. 때문에, 각운동량 연산자의 고유함수는 이 둘을 통해 정의한다. 보통 각운동량 성분 연산자로 {\displaystyle J_{z}}를 택한다. 자세한 계산은 생략하고 이에 대한 고윳값 방정식은 다음과 같다.
{\displaystyle \mathbf {J} ^{2}|j,m\rangle =\hbar ^{2}j(j+1)|j,m\rangle }
{\displaystyle \mathbf {J} _{z}|j,m\rangle =\hbar m|j,m\rangle }.
{\displaystyle m}은 {\displaystyle -j,-j+1,-j+2,\cdots ,j-1,j} 중 하나의 수를 갖는다. 궤도 각운동량의 경우, {\displaystyle j} (통상적으로 {\displaystyle l}로 표기)는 음이 아닌 정수({\displaystyle 0,1,2,\dots })이다. 스핀 각운동량이나 궤도 및 스핀 각운동량의 합의 경우에는 {\displaystyle j}는 음이 아닌 정수 또는 반정수({lang|half-integer}) {\displaystyle j=0,1/2,1,3/2,2,\dotsc }이다.
고유함수에 각운동량 올림 연산자 또는 내림 연산자를 작용시키면, 다음과 같이 고유함수의 {\displaystyle m}값이 변하게 된다.
{\displaystyle J_{+}|j,m\rangle =\hbar {\sqrt {(j-m)(j+m+1)}}|j,m+1\rangle }
{\displaystyle J_{-}|j,m\rangle =\hbar {\sqrt {(j+m)(j-m+1)}}|j,m-1\rangle }

## 궤도 각운동량
궤도 각운동량 연산자는 고전역학의 각운동량 {\displaystyle \mathbf {L} =\mathbf {r} \times \mathbf {p} }를 양자화한 연산자로, 다음과 같다.
{\displaystyle \mathbf {L} =\mathbf {r} \times \mathbf {p} }.
여기서,
{\displaystyle \mathbf {L} }: 궤도 각운동량 연산자
{\displaystyle \mathbf {r} }: 위치 연산자
{\displaystyle \mathbf {p} =-i\hbar \nabla }: 운동량 연산자
이다. 공식은 고전적인 경우와 보기에 같지만 이 공식은 더 이상 고전적인 값이 아니라 파동 함수에 작용하는 에르미트 연산자이다.
위치로 식은 표현할 땐, 운동량 연산자가 {\displaystyle \textstyle \mathbf {p} ={h \over i}\nabla }가 되므로 궤도 각운동량은 다음과 같이 쓸 수도 있다.
{\displaystyle \mathbf {L} ={h \over i}\mathbf {r} \times \nabla }
정의는 위와 같지만, 계산의 불편 때문에 각운동량 연산자의 제곱 {\displaystyle \mathbf {L} ^{2}}과 데카르트 좌표계에서의 성분에 대한 연산자 {\displaystyle L_{x}} , {\displaystyle L_{y}} , {\displaystyle L_{z}}가 더 자주 쓰인다.
{\displaystyle L_{x}=-i\hbar (y{\partial  \over \partial z}-z{\partial  \over \partial y})}
{\displaystyle L_{y}=-i\hbar (z{\partial  \over \partial x}-x{\partial  \over \partial z})}
{\displaystyle L_{z}=-i\hbar (x{\partial  \over \partial y}-y{\partial  \over \partial x})}
{\displaystyle \mathbf {L} ^{2}=L_{x}^{2}+L_{y}^{2}+L_{z}^{2}}.
이를 대입하면 궤도 각운동량 연산자가 각운동량 교환 관계를 만족한다는 사실을 확인할 수 있다.

## 참고 문헌
- Griffiths, David J. (2004), Introduction to Quantum Mechanics (2nd ed. ed.), Prentice Hall, ISBN 0-13-805326-X
- Liboff, Richard L. (2002), Introductory Quantum Mechanics, Addison-Wesley, ISBN 0-8053-8714-5

## 같이 보기
- 각운동량
- 구면 조화 함수
- 라플라스-룽게-렌츠 벡터
- 클렙슈-고르단 계수
- 퍼지 구